# Challenger de Nonthaburi II 2024
El torneo Nonthaburi Challenger II 2024 fue un torneo de tenis perteneció al ATP Challenger Tour 2024 en la categoría Challenger 75. Se trató de la 8ª edición; el torneo tuvo lugar en la ciudad de Nonthaburi (Tailandia), desde el 8 hasta el 14 de enero de 2024 sobre pista dura bajo techo de tierra batida al aire libre.

## Jugadores participantes del cuadro de individuales
| Favorito | País                      | Jugador         | Rank1 | Posición en el torneo |
| -------- | ------------------------- | --------------- | ----- | --------------------- |
| 1        | Bandera de Austria        | Dennis Novak    | 165   | Cuartos de final      |
| 2        | Bandera de China Taipéi   | Jason Jung      | 244   | Segunda ronda         |
| 3        | Bandera de Francia        | Lucas Poullain  | 250   | Primera ronda         |
| 4        | Bandera vacío             | Evgeny Donskoy  | 251   | Primera ronda         |
| 5        | Bandera de Hong Kong      | Coleman Wong    | 253   | Segunda ronda         |
| 6        | Bandera de Estados Unidos | Tennys Sandgren | 259   | Segunda ronda         |
| 7        | Bandera de Alemania       | Henri Squire    | 262   | Primera ronda         |
| 8        | Bandera de Estados Unidos | Brandon Holt    | 263   | Cuartos de final      |

- 1 Se ha tomado en cuenta el ranking del 1 de enero de 2024.

### Otros participantes
Los siguientes jugadores recibieron una invitación (wild card), por lo tanto ingresan directamente al cuadro principal (WC):
- Maximus Jones
- Kasidit Samrej
- Wishaya Trongcharoenchaikul

Los siguientes jugadores ingresan al cuadro principal tras disputar el cuadro clasificatorio (Q):
- Nick Hardt
- Christian Langmo
- Hiroki Moriya
- Rio Noguchi
- Ramkumar Ramanathan
- Yusuke Takahashi

## Campeones

### Individual Masculino
- Valentin Vacherot derrotó en la final a  Manuel Guinard por 7–5, 7–6(4)

### Dobles Masculino
- Manuel Guinard /  Grégoire Jacq derrotaron en la final a  Francis Alcantara /  Fajing Sun por 6–4, 7–6(5)